# Hypseleotris barrawayi
Hypseleotris barrawayi är en fiskart som beskrevs av Helen K. Larson 2007. Hypseleotris barrawayi ingår i släktet Hypseleotris och familjen Eleotridae. Inga underarter finns listade i Catalogue of Life.